# Lone Tree Cemetery
Lone Tree Cemetery is een Britse militaire begraafplaats met gesneuvelden uit de Eerste Wereldoorlog, gelegen in het Belgische dorp Wijtschate, een deelgemeente van Heuvelland. De begraafplaats ligt twee kilometer ten zuidwesten van het dorpscentrum van Wijtschate en ligt vlak bij de Lone Tree Crater, ook wel Spanbroekmolenkrater of Pool of Peace genoemd. Deze kleine begraafplaats werd ontworpen door John Truelove. Het terrein heeft de vorm van een L maar met een stompe hoek en heeft een oppervlakte van 616 m². De begraafplaats is omgeven door een bakstenen muur en centraal staat het Cross of Sacrifice. Ze wordt onderhouden door de Commonwealth War Graves Commission. Er worden 88 Britten herdacht waarvan 9 niet meer geïdentificeerd konden worden.  
Vijfhonderd meter noordoostelijk van deze begraafplaats bevindt zich de Spanbroekmolen British Cemetery.

## Geschiedenis
Begin juni 1917 werd zwaar gevochten in de Mijnenslag bij Wijtschate en Mesen. Op 7 juni ontploften 19 mijnen, waardoor grote kraters ontstonden. De mijn die de Spanbroekmolenkrater veroorzaakte, zou enkele seconden later dan gepland ontploft zijn. De mannen van de Royal Irish Rifles (36ste Ulster Division), die op het afgesproken tijdstip van 03.10 u 's morgens de loopgraven verlieten, werden door de eigen mijn getroffen. Zestig van de 88 doden behoorden tot deze eenheid.
De begraafplaats werd in 2009 als monument beschermd.

## Onderscheiden militairen
- Henry Gallaugher, kapitein bij de Royal Inniskilling Fusiliers werd onderscheiden met de Distinguished Service Order (DSO).
- Alban John Benedict Hudson, luitenant bij het Worcestershire Regiment werd onderscheiden met het Military Cross (MC).